# Araneinae
Araneinae Simon, 1895 è una sottofamiglia di ragni appartenente alla famiglia Araneidae.
Comprende ben 116 generi ed è di gran lunga la sottofamiglia più numerosa degli Araneidae.

## Etimologia
Il nome deriva dal latino araneus, che significa ragno e dal suffisso -inae che ne indica l'appartenenza ad una sottofamiglia.

## Tassonomia
Al 2011 si compone di 16 tribù:
- Anepsiini (3 generi)
- Arachnurini (1 genere)
- Araneini Simon, 1895 (46 generi)
- Arkycini (3 generi)
- Bertranini (2 generi)
- Celaenini (2 generi)
- Cyclosini (11 generi)
- Dolophonini (7 generi)
- Exechocentrini (2 generi)
- Heterognathini (2 generi)
- Hypognathini (1 genere)
- Mangorini Simon, 1895 (23 generi)
- Poltyini (6 generi)
- Pseudartonini (1 genere)
- Testudinarini (1 genere)
- Ursini (1 genere)
- incertae sedis (1 genere)